# Museo Colonial Alemán de Frutillar

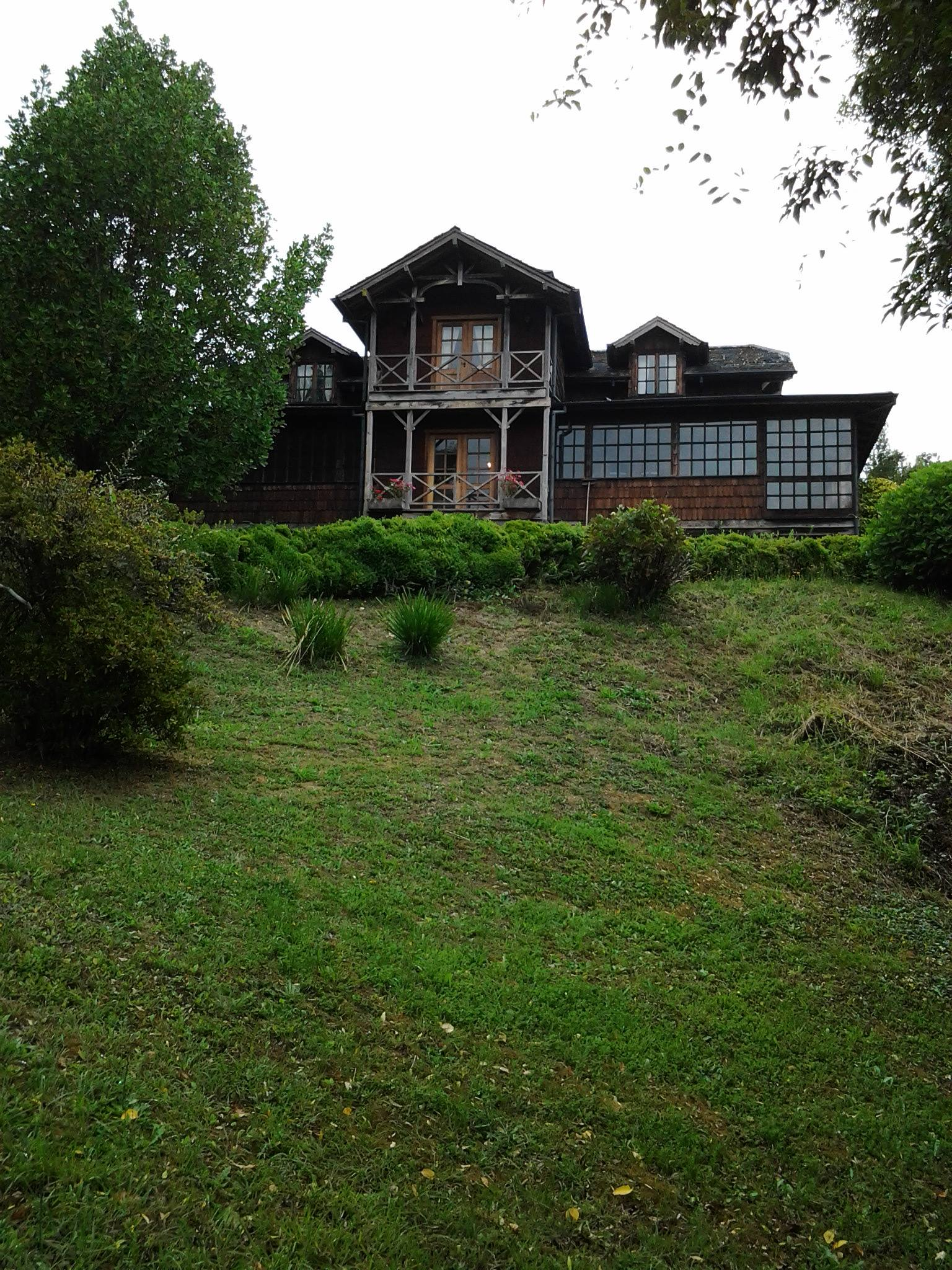
Museum

Das Museo Colonial Alemán de Frutillar in Frutillar beschreibt die Einwanderung von Migranten aus Deutschland in die Región de los Lagos in Chile und wurde 1984 eingeweiht.
In der Region um Los Lagos siedelten sich deutsche Auswanderer ab 1848 an. Heute leben noch rund 200.000 deutschstämmige Chilenen in der Gegend, die von deutscher Architektur und Lebensart beeinflusst ist. Das Museum widmet sich der deutschen Siedlungsgeschichte in Südchile. Auf drei Hektar werden verschiedene Wohnhaustypen, eine funktionierende Wassermühle, eine Schmiede und eine kleine Kapelle gezeigt.